# Municipio de Franklin (condado de Edwards)
El municipio de Franklin (en inglés, Franklin Township) es una subdivisión administrativa del condado de Edwards, Kansas, Estados Unidos. Según el censo de 2020, tiene una población de 92 habitantes.

## Geografía
Está ubicado en las coordenadas 37°49′23″N 99°10′56″O / 37.82306, -99.18222. Según la Oficina del Censo de los Estados Unidos, el municipio tiene una superficie total de 190.42 km², de la cual 190.42 km² corresponden a tierra firme y (0 %) 0 km² es agua.

## Demografía
Según el censo de 2020, hay 92 personas residiendo en la zona. La densidad de población es de 0.48 hab./km². El 88.04 % son blancos, el 4.35% son de otras razas y el 7.61 % son de una mezcla de razas. Del total de la población, el 13.04 % son hispanos o latinos de cualquier raza.